# Flúgos futam (televíziós sorozat, 2017)
A Flúgos futam (eredeti cím: Wacky Races) 2017-ben bemutatott amerikai televíziós animációs sorozat, amelyet Rebecca Himot és Tramm Wigzell készítettek. Az 1968-as Hanna-Barbera páros által készített Flúgos futam animációs sorozat feldolgozása. A sorozat 2017. augusztus 14-én debütált az Egyesült Államokban a Boomerang Streaming Video-On-Demand (röviden: SVOD) szolgáltatásában, majd további 11 részt tettek közé 2017. augusztus 31-én, illetve 2018. május 21-én televízióban is bemutatták a Boomerang-on. Magyarországon szintén a Boomerang csatorna tűzte műsorra 2017. november 20-án.
2017 szeptemberében bejelentették, hogy megrendelték a sorozat második évadát.

## Ismertető
Száguldás és különleges kalandok várják a nézőket: az ismerős arcok különleges és egzotikus versenypályákon mérik össze tudásukat a világ minden táján, sőt, a Földön túl is! A Flúgos Futam nem csupán visszatér a képernyőkre, de turbó üzemmódba kapcsol, hogy teljesen feltuningolva, új versenyzőkkel, és új versenyautókkal szórakoztasson, nevettessen és izgalomban tartson minket a rajtvonaltól a célig.

## Szereplők
| Rajtszám | Jármű                | Jármű                | Szereplő             | Szereplő         | Szereplő                   | Szereplő                   | Hang              | Hang                                                              |
| Rajtszám | Eredeti név          | Magyar név           | Eredeti név          | Eredeti név      | Magyar név                 | Magyar név                 | Eredeti hang      | Magyar hang                                                       |
| -------- | -------------------- | -------------------- | -------------------- | ---------------- | -------------------------- | -------------------------- | ----------------- | ----------------------------------------------------------------- |
| 00       | The Mean Machine     | Sanda Ciklon         | Dick Dastardly       | Dick Dastardly   | Gézengúz Guszti            | Gézengúz Guszti            | Peter Woodward    | Karácsonyi Zoltán                                                 |
| 00       | The Mean Machine     | Sanda Ciklon         | Muttley              | Muttley          | Mardel                     | Mardel                     | Billy West        | Magyar Bálint                                                     |
| 5        | The Compact Pussycat | Automata Mini Farina | Penelope Pitstop     | Penelope Pitstop | Dili Dolly                 | Dili Dolly                 | Nicole Parker     | Haffner Anikó                                                     |
| 9        | The Turbo Terrific   | Turbó Trucifix       | Peter Perfect        | Peter Perfect    | Merci Berci                | Merci Berci                | Diedrich Bader    | Joó Gábor (1-20. rész) Moser Károly (21-78. rész)                 |
| 12       | The Doom Buggy       | Fantom járgány       | The Gruesome Twosome | Gruesome Tiny    | A frászos páros            | Százszorszép Pici          | Billy West        | Potocsny Andor                                                    |
| 12       | The Doom Buggy       | Fantom járgány       | The Gruesome Twosome | Gruesome Bella   | A frászos páros            | Százszorszép Szepi         | Tom Kenny         | Fekete Zoltán                                                     |
| 3        | C.A.R.               | K.O.C.S.I.           | I.Q. Ickly           | I.Q. Ickly       | Észlény Ickly (Agyas Anti) | Észlény Ickly (Agyas Anti) | Jill Talley       | Szabó Zselyke                                                     |
| 13       |                      |                      | Pandora Pitstop      | Pandora Pitstop  | Pandora (Debbie)           | Pandora (Debbie)           | Nicole Parker     | Mohácsi Nóra (3. rész) Kis-Kovács Luca (5. rész) Koncz-Kiss Anikó |
| Nincs    | Nincs                | Nincs                | Brick Crashman       | Brick Crashman   | Ütős Tégla (Tégla Bandi)   | Ütős Tégla (Tégla Bandi)   | Christopher Judge | Láng Balázs                                                       |
| Nincs    | Nincs                | Nincs                | P.T. Barnstorm       | P.T. Barnstorm   | K.I. Szipoly               | K.I. Szipoly               | Jill Talley       | Halász Aranka Virághalmy Judit (6. és 11. rész)                   |

### További szereplők
28-as rajtszámmal Dash Kapitány és tengerészcsapata (The P.D.Q. Crew). A banda minden bizonnyal az eredeti szériában szereplő Vágd Haza Rt. újragondolt változata.
- Dash Kapitány (Captain Dash) – magyar hangja: Bolla Róbert; eredeti hangja: Billy West
- Polly – magyar hangja: Szokol Péter; eredeti hangja: Tom Kenny
- Töki (Bugsy) – eredeti hangja: Diedrich Bader
- Kékszakáll (Bluebeard) – eredeti hangja: Christopher Judge
- Csontoska (Davey Bones)

A "Merci Berci pácban" (The Perils Of Peter Perfect) című részben a csapathoz csatlakozik egy új névtelen tag, aki hasonlóan néz ki, mint a Vágd Haza Rt. tagjai.

## Magyar változat
A szinkront a Turner Broadcasting System megbízásából a Digital Media Services készítette.
- Felolvasó: Bozai József
- További magyar hangok: Baráth István, Bolla Róbert, Bor László, Csuha Bori, Csuha Lajos, Elek Ferenc, Forgács Gábor, Halász Aranka, Harcsik Róbert, Holl Nándor, Honti Molnár Gábor, Horváth-Töreki Gergely, Jakab Csaba, Juhász Zoltán, Kajtár Róbert, Kapácsy Miklós, Katona Zoltán, Kisfalusi Lehel, Kokas Piroska, Koncz István, Markovics Tamás, Náray Erika, Pálfai Péter, Petridisz Hrisztosz, Péter Richárd, Rosta Sándor, Simon Eszter, Szokol Péter, Szűcs Péter Pál, Tóth Szilvia, Varga Rókus, Végh Ferenc

## Évados áttekintés
| Évad | Évad | Epizódok | Eredeti sugárzás    | Eredeti sugárzás  | Magyar sugárzás    | Magyar sugárzás    |
| Évad | Évad | Epizódok | Évadpremier         | Évadfinálé        | Évadpremier        | Évadfinálé         |
| ---- | ---- | -------- | ------------------- | ----------------- | ------------------ | ------------------ |
|      | 1    | 40       | 2017. augusztus 14. | 2018. május 31.   | 2017. november 20. | 2018. június 30.   |
|      | 2    | 38       | 2018. november 29.  | 2019. október 21. | 2018. december 3.  | 2019. november 12. |

## Epizódok

### 1. évad (2017-2018)
| #   | #   | Eredeti cím                 | Magyar cím                  | Rendezte                    | Írta                                                           | Eredeti premier      | Magyar premier     |
| --- | --- | --------------------------- | --------------------------- | --------------------------- | -------------------------------------------------------------- | -------------------- | ------------------ |
| 1.  | 1.  | Ya Win Some, Ya Luge Some   | Egyszer hopp, máskor huss   | Matt Whitlock               | Történet: Matt Craig; Tévéjáték: Michael Ludy                  | 2017. augusztus 14.  | 2017. november 21. |
| 2.  | 2.  | Mambo Itali-Go-Go           | Olasz vendégszeretet        | Jeff Siergey                | Mike Disa                                                      | 2017. augusztus 31.  | 2017. november 22. |
| 3.  | 3.  | So Far to Mardi Gras        | A mocsár lágy ölén          | Mike Disa, Matt Whitlock    | Rob Janas                                                      | 2017. augusztus 31.  | 2017. november 23. |
| 4.  | 4.  | Easter Express              | Száguldás a Húsvét-szigeten | Mike Disa, Scott O'Brien    | Történet: Rob Janas; Tévéjáték: Mike Disa                      | 2017. augusztus 31.  | 2017. november 24. |
| 5.  | 5.  | Race-a-Lot                  | A kerekasztal-futam         | Scott O'Brien, Jeff Siergey | Történet: Mike Disa; Tévéjáték: Mike Disa & Amy Wolfram        | 2017. augusztus 31.  | 2017. november 27. |
| 6.  | 6.  | Peter Imperfect             | Tökéletes testcsere         | Matt Whitlock               | Történet: Mike Disa; Tévéjáték: Todd Ludy                      | 2017. augusztus 31.  | 2017. november 28. |
| 7.  | 7.  | Yes, We Canyon              | Kanyonkalandok              | Scott O'Brien, Jeff Siergey | Történet: Matt Craig; Tévéjáték: Adam Beechen                  | 2017. augusztus 31.  | 2017. november 20. |
| 8.  | 8.  | Romin' Racers               | Rajt Rómában                | Matt Whitlock               | Történet: Mike Disa; Tévéjáték: Rob Janas                      | 2017. augusztus 31.  | 2017. november 29. |
| 9.  | 9.  | Smokey and the Racers       | A törvény nevében           | Matt Whitlock               | Kevin Fleming                                                  | 2017. augusztus 31.  | 2017. november 30. |
| 10. | 10. | Raceketeers                 | Flúgos muskétások           | Mike Disa                   | Történet: Mike Disa; Tévéjáték: Jennifer Muro                  | 2017. augusztus 31.  | 2017. december 1.  |
| 11. | 11. | Fantastic Race              | Tüsszents, Guszti!          | Jeff Siergey                | Mike Disa                                                      | 2017. augusztus 31.  | 2017. december 4.  |
| 12. | 12. | Space Race                  | Űrverseny                   | Scott O'Brien               | Történet: Mike Disa; Tévéjáték: Mike Disa, Rob Janas           | 2017. augusztus 31.  | 2017. december 6.  |
| 13. | 13. | Backseat Drivers            | A látszat csal              | Mike Disa                   | Történet: Matt Craig; Tévéjáték: Mike Disa, Dave Polsky        | 2017. szeptember 28. | 2017. december 5.  |
| 14. | 14. | Off Track                   | Terepfutam                  | Matt Whitlock               | Történet: Kevin Fleming; Tévéjáték: Mike Disa, Kevin Fleming   | 2017. december 21.   | 2017. december 7.  |
| 15. | 15. | Cave Racers                 | Látogatás az őskorban       | Mike Disa                   | Történet: Matt Wayne; Tévéjáték: Mike Disa                     | 2017. december 21.   | 2017. december 8.  |
| 16. | 16. | Guru My Dreams              | A guru álma                 | Matt Whitlock               | Mike Disa                                                      | 2017. december 21.   | 2017. december 11. |
| 17. | 17. | Cold Rush                   | A jég hátán                 | Matt Whitlock               | Történet: Mike Disa; Tévéjáték: Adam Beechen                   | 2018. május 31.      | 2017. december 12. |
| 18. | 18. | It's A Wacky Life           | Flúgos az élet              | Karina Gazizova             | Történet: Mike Disa; Tévéjáték: Michael DeGrandis              | 2017. november 30.   | 2017. december 13. |
| 19. | 19. | Pretzel Logic               | Perecelés                   | Mike Disa, Jeff Siergey     | Mike Disa, Jeff Siergey                                        | 2017. december 21.   | 2017. november 20. |
| 20. | 20. | Dashing Thru The Snow       | Karácsonyi kalamajka        | Mike Disa                   | Mike Disa                                                      | 2017. november 30.   | 2017. december 14. |
| 21. | 21. | Formula Racing              | Csíntalan csapat            | Karina Gazizova             | Michael Ludy                                                   | 2017. december 21.   | 2018. június 11.   |
| 22. | 22. | Unraceable                  | Áldatlan állások            | Matt Whitlock               | Történet: Matt Craig; Tévéjáték: Mike Disa, Michael Ludy       | 2017. december 21.   | 2018. június 12.   |
| 23. | 23. | Sister, Twister             | Testvércsere                | Matt Whitlock               | Történet: Mike Disa; Tévéjáték: Jennifer Muro                  | 2017. december 21.   | 2018. június 13.   |
| 24. | 24. | Mars Need Racers            | Marsi menet                 | Matt Whitlock               | Történet: Adam Beechen; Tévéjáték: Mike Disa                   | 2017. december 21.   | 2018. június 14.   |
| 25. | 25. | Race to the Bottom          | Kutyakorona                 | Curt Geda                   | Történet: Ray DeLaurentis; Tévéjáték: Mike Disa, Jennifer Muro | 2017. december 21.   | 2018. június 15.   |
| 26. | 26. | Do Over Dastardly           | Pörgesd vissza Gézengúz     | Ron Rubio                   | Történet: Matt Craig; Tévéjáték: Mike Disa, Kevin Fleming      | 2017. december 21.   | 2018. június 16.   |
| 27. | 27. | Swap Meet                   | Elmecsere                   | Matt Whitlock               | Történet: Mike Disa; Tévéjáték: Matt Wayne                     | 2018. május 10.      | 2018. június 17.   |
| 28. | 28. | Mother Drives Best          | Anyák a pályán              | Ron Rubio                   | Történet: Mike Disa; Tévéjáték: Ed Valentine                   | 2018. május 8.       | 2018. június 18.   |
| 29. | 29. | Race Against Time           | Verseny az idővel           | Karina Gazizova             | Történet: Amy Wolfram; Tévéjáték: Mike Disa, Amy Wolfram       | 2017. december 21.   | 2018. június 19.   |
| 30. | 30. | My Fair Tiny                | Pici, a sztár               | Matt Whitlock               | Történet: Mike Disa; Tévéjáték: Amy Wolfram                    | 2017. december 21.   | 2018. június 20.   |
| 31. | 31. | Under The Rainbow           | Szivárványút                | Matt Whitlock               | Történet: Matt Craig; Tévéjáték: Mike Disa                     | 2018. március 15.    | 2018. június 21.   |
| 32. | 32. | Wacky Spaces                | Űrkukások                   | Ron Rubio                   | Történet: Michael Ludy; Tévéjáték: Mike Disa, Michael Ludy     | 2018. május 31.      | 2018. június 22.   |
| 33. | 33. | The Perils Of Peter Perfect | Merci Berci pácban          | Matt Whitlock               | Történet: Michael Ludy; Tévéjáték: Mike Disa                   | 2018. május 31.      | 2018. június 23.   |
| 34. | 34. | Purple Who Need Purple      | Gézengúz világ              | Matt Whitlock               | Történet: Dave Polsky; Tévéjáték: Mike Disa, Michael Ludy      | 2018. május 31.      | 2018. június 24.   |
| 35. | 35. | Race To Infinity            | A végtelenség szíve         | Mike Disa                   | Mike Disa                                                      | 2018. május 31.      | 2018. június 25.   |
| 36. | 36. | His Way Or The Highway      | Három kívánság              | Karina Gazizova             | Mike Disa                                                      | 2018. május 31.      | 2018. június 26.   |
| 37. | 37. | Racer Roundup               | Vadnyugati vihánc           | Matt Whitlock               | Mike Disa                                                      | 2018. május 31.      | 2018. június 27.   |
| 38. | 38. | Grandfather Knows Dast      | A nagyapa beszáll           | Matt Whitlock               | Történet: Kevin Kramer; Tévéjáték: Mike Disa                   | 2018. május 31.      | 2018. június 28.   |
| 39. | 39. | 40 Yard Dash                | Rövidtáv                    | Matt Whitlock               | Történet: Mike Disa; Tévéjáték: Michael Ludy                   | 2018. május 31.      | 2018. június 29.   |
| 40. | 40. | Hong Kong Screwy            | Hong Kong Lala              | Karina Gazizova             | Történet: Matt Craig; Tévéjáték: Mike Disa                     | 2018. május 31.      | 2018. június 30.   |

### 2. évad (2018-2019)
| #   | #   | Eredeti cím                                   | Magyar cím                | Rendezte        | Írta                                                                   | Eredeti premier    | Magyar premier     |
| --- | --- | --------------------------------------------- | ------------------------- | --------------- | ---------------------------------------------------------------------- | ------------------ | ------------------ |
| 41. | 1.  | Dickie and the Race-onauts                    | Guszti és az autonauták   | Karina Gazizova | Történet: Mike Disa; Tévéjáték: Michael DeGrandis, Mike Disa           | 2018. november 29. | 2018. december 3.  |
| 42. | 2.  | Uncle Dickie's Happy Sunshine Children's Hour | Guszti bácsi gyerekműsora | Matt Whitlock   | Történet: Mike Disa; Tévéjáték: Mike Disa, Michael Ludy                | 2018. november 29. | 2018. december 4.  |
| 43. | 3.  | Peter 2.0                                     | Berci 2.0                 | Mike Disa       | Mike Disa                                                              | 2018. november 29. | 2018. december 5.  |
| 44. | 4.  | Little Pink Riding Hood                       | Rokka per üllő            | Karina Gazizova | Történet: Mike Disa; Tévéjáték: Mike Disa, Jennifer Muro               | 2018. november 29. | 2018. december 6.  |
| 45. | 5.  | Punky Races                                   | Púpozott kanál            | Matt Whitlock   | Történet: Mike Disa; Tévéjáték: Michael Ludy                           | 2018. november 29. | 2018. december 7.  |
| 46. | 6.  | Ragnarok & Roll                               | Ragnarok and roll         | Karina Gazizova | Történet: Mike Disa; Tévéjáték: Michael Ludy                           | 2018. november 29. | 2018. december 8.  |
| 47. | 7.  | Wacklantis                                    | Verseny a víz alatt       | Matt Whitlock   | Történet: Kevin Fleming; Tévéjáték: Mike Disa, Michael Ludy            | 2018. november 29. | 2018. december 9.  |
| 48. | 8.  | Game On                                       | Mátrix                    | Karina Gazizova | Történet: Matt Wayne; Tévéjáték: Mike Disa                             | 2018. november 29. | 2018. december 10. |
| 49. | 9.  | Much Ado About Wacky                          | Sok hűhó a flúgosért      | Mike Disa       | Történet: Mike Disa; Tévéjáték: Mike Disa, Jennifer Muro               | 2018. november 29. | 2018. december 13. |
| 50. | 10. | Far and Away in Old Bombay                    | Hajcihő Bombay-ben        | Karina Gazizova | Történet: Dave Polsky; Tévéjáték: Mike Disa, Dave Polsky               | 2018. november 29. | 2018. december 14. |
| 51. | 11. | The Wacky Always Races Twice                  | Dolly, a magánnyomozó     | Jeff Siergey    | Történet: Mike Disa; Tévéjáték: Janna King                             | 2018. november 29. | 2018. december 15. |
| 52. | 12. | Mummy Madness                                 | Morcos múmiák             | Matt Whitlock   | Történet: Mike Disa; Tévéjáték: Michael Ludy                           | 2018. november 29. | 2018. december 16. |
| 53. | 13. | King Solomon's Races                          | Salamon király bányája    | Karina Gazizova | Történet: Mike Disa; Tévéjáték: Michael Ludy                           | 2018. november 29. | 2018. december 17. |
| 54. | 14. | The Trial of Dick Dastardly                   | Gézengúz Guszti pere      | Matt Whitlock   | Mike Disa                                                              | 2018. november 29. | 2018. december 18. |
| 55. | 15. | The Wack Stuff                                | Az űr szelleme            | Mike Disa       | Történet: Mike Disa; Tévéjáték: Michael Ludy                           | 2018. november 29. | 2018. december 19. |
| 56. | 16. | Dog Gone Dastardly                            | Gézengúz, a dinka         | Jeff Siergey    | Történet: Phil LaMarr; Tévéjáték: Mike Disa, Phil LaMarr               | 2018. november 29. | 2018. december 20. |
| 57. | 17. | The Purple Ray from Outer Space               | Lila sugár az űrből       | Mike Disa       | Történet: Mike Disa; Tévéjáték: Mike Disa, Phil LaMarr                 | 2018. november 29. | 2018. december 21. |
| 58. | 18. | The Attack of the Mega-Muttley                | Mega-Mardel támadása      | Matt Whitlock   | Történet: Mike Disa; Tévéjáték: Michael DeGrandis, Mike Disa           | 2018. november 29. | 2018. december 22. |
| 59. | 19. | Wackier Than Fiction                          | A szavak világa           | Jeff Siergey    | Mike Disa                                                              | 2018. november 29. | 2019. október 21.  |
| 60. | 20. | Never Too Old to Wacky                        | Öregember nem vénember    | Matt Whitlock   | Történet: Mike Disa; Tévéjáték: Mike Disa, Janna King                  | 2018. november 29. | 2019. október 22.  |
| 61. | 21. | Wacky Wizards                                 | Mágus-tusa                | Karina Gazizova | Történet: Mike Disa; Tévéjáték: Michael Ludy                           | 2018. november 29. | 2019. október 23.  |
| 62. | 22. | Super Wacky                                   | Hősparádé                 | Karina Gazizova | Andrew Guastaferro                                                     | 2018. november 29. | 2019. október 24.  |
| 63. | 23. | Wack to the Future                            | Irány a jövő!             | Jeff Siergey    | Történet: Michael Ludy; Tévéjáték: Mike Disa, Jordan Gershowitz        | 2018. november 29. | 2019. október 25.  |
| 64. | 24. | Signed, Sealed and Wacky                      | Fóka-móka                 | Matt Whitlock   | Történet: Mike Disa; Tévéjáték: Mike Disa, Michael Ludy                | 2018. november 29. | 2018. december 11. |
| 65. | 25. | Wacky Races The Movie!                        | Moziváltozat              | Karina Gazizova | Történet: Mike Disa; Tévéjáték: Mike Disa, Michael Ludy                | 2018. november 29. | 2018. december 12. |
| 66. | 26. | Catastrophe                                   | A macskák bolygója        | Karina Gazizova | Történet: Mike Disa; Tévéjáték: Mike Disa, Michael Ludy                | 2019. október 21.  | 2019. október 28.  |
| 67. | 27. | Brains Before Brawn                           | Agy-tekervényesdi         | Matt Whitlock   | Történet: Mike Disa; Tévéjáték: Michael Ludy                           | 2019. október 21.  | 2019. október 29.  |
| 68. | 28. | Double the Dastardly                          | Kacifántos koronázás      | Andy Thom       | Történet: Mike Disa; Tévéjáték: Mike Disa, Michael Ludy                | 2019. október 21.  | 2019. október 30.  |
| 69. | 29. | Wackyland                                     | Vidámpark                 | Matt Whitlock   | Történet: Andrew Guastaferro; Tévéjáték: Mike Disa, Andrew Guastaferro | 2019. október 21.  | 2019. október 31.  |
| 70. | 30. | Curses, Foiled Again                          | Átok, édes átok           | Karina Gazizova | Michael Ludy                                                           | 2019. október 21.  | 2019. november 1.  |
| 71. | 31. | Double Trouble                                | A jövő gyermeke           | Matt Whitlock   | Michael Ludy                                                           | 2019. október 21.  | 2019. november 4.  |
| 72. | 32. | Slow and Steady                               | Lassan, komótosan         | Karina Gazizova | Történet: Janna King; Tévéjáték: Mike Disa                             | 2019. október 21.  | 2019. november 5.  |
| 73. | 33. | The Scarlet Pinkernel                         | Flúgos forradalom         | Karina Gazizova | Mike Disa                                                              | 2019. október 21.  | 2019. november 6.  |
| 74. | 34. | Troy and Troy Again                           | Trójai fatyúk             | Andy Thom       | Történet: Mike Disa; Tévéjáték: Mike Disa, Peter Woodward              | 2019. október 21.  | 2019. november 7.  |
| 75. | 35. | What a Wacky Development This Is              | Pofon-veszély             | Matt Whitlock   | Történet: Mike Disa; Tévéjáték: Mike Disa, Janna King                  | 2019. október 21.  | 2019. november 8.  |
| 76. | 36. | I, Racecar                                    | Az autók forradalma       | Karina Gazizova | Történet: Andrew Guastaferro; Tévéjáték: Mike Disa, Jen Muro           | 2019. október 21.  | 2019. november 11. |
| 77. | 37. | Muttleys Are Forever Part 1                   | Mindörökké Mardel         | Matt Whitlock   | Michael Ludy                                                           | 2019. október 21.  | 2019. november 12. |
| 78. | 38. | Never Say Muttley Again                       | Mardel ügynök             | Matt Whitlock   | Történet: Michael Ludy; Tévéjáték: Mike Disa, Michael Ludy             | 2019. október 21.  | 2019. november 12. |